# Józefowo (Biskupiec)
Józefowo (deutsch Josephshof) ist ein Ort in der polnischen Woiwodschaft Ermland-Masuren. Er gehört zur Gmina Biskupiec (Stadt-und-Land-Gemeinde Bischofsburg) im Powiat Olsztyński (Kreis Allenstein).

## Geographische Lage
Józefowo liegt 500 Meter östlich des Jezioro Rzeckie (deutsch Nautsch-See) in der westlichen Mitte der Woiwodschaft Ermland-Masuren, jeweils 30 Kilometer südwestlich der früheren Kreisstadt Rößel (polnisch Reszel) bzw. östlich der heutigen Kreismetropole und auch Woiwodschaftshauptstadt Olsztyn (deutsch Allenstein).

## Geschichte
Der Gründungstag des Vorwerks Josephshof ist der 20. März 1827. Bis 1928 war Josephshof in den Gutsbezirk Raschung (polnisch Rasząg) im ostpreußischen Kreis Rößel eingegliedert. Getrennt von der Landgemeinde Raschung wurde der Gutsbezirk Raschung 1874 in den neu gebildeten Amtsbezirk Raschung einbezogen.
Im Jahre 1885 zählte das Vorwerk Josephshof 48 Einwohner, und im Jahre 1905 waren es noch 22.
Als am 17. Oktober 1928 der Gutsbezirk Raschung in die Landgemeinde Raschung eingemeindet wurde, wechselte auch Josephshof als Wohnplatz nun in die Landgemeinde Raschung.
In Kriegsfolge kam das südliche Ostpreußen 1945 zu Polen. Josephshof erhielt die polnische Namensform „Józefowo“ und ist heute eine Ortschaft innerhalb der Stadt-und-Land-Gemeinde Biskupiec (Bischofsburg) im Powiat Olsztyński (Kreis Allenstein), 1975 bis 1998 der Woiwodschaft Olsztyn, seither der Woiwodschaft Ermland-Masuren zugehörig.

## Kirche
Bis 1945 war Josephshof in die evangelische Kirche Bischofsburg in der Kirchenprovinz Ostpreußen der Kirche der Altpreußischen Union, außerdem in die römisch-katholische Kirche Bischofsburg im damaligen Bistum Ermland eingepfarrt.
Der Bezug zu den Kirchen der Stadt besteht für Józefowo auch heute noch: zur katholischen Pfarrkirche, die jetzt zum Erzbistum Ermland gehört, und zur evangelischen Kapellengemeinde, einer Filialgemeinde der Pfarrei Sorkwity (Sorquitten) in der Diözese Masuren der Evangelisch-Augsburgischen Kirche in Polen.

## Verkehr
Józefowo liegt an einer Nebenstraße, die bei Rzeck (Ridbach) von der derzeit im Ausbau zur Schnellestraß S 16 begriffenen polnischen Landesstraße 16 (frühere deutsche Reichsstraße 127) abzweigt und in südliche Richtung über Rasząg (Raschung) nach Leszno (Groß Leschno, 1938 bis 1945 Leschnau) führt.
Eine Anbindung an den Bahnverkehr besteht nicht.